# 乌鲁佩斯
乌鲁佩斯是巴西圣保罗州的一个市镇。总面积324.785平方公里，总人口12441人，人口密度38.3人/平方公里。